# آبشار سفلر
آبشار سفلر (به انگلیسی: Siffleur Falls) آبشاری است که در آلبرتا واقع شده است.